# Spider-Queen
La Spider-Queen es una personaje ficticio villana de Spider-Man.

## Historia

### Origen
En los primeros días de la Segunda Guerra Mundial, Adriana "Ana" Soria se unió al Cuerpo Auxiliar del Ejército Femenino. Temiendo que Estados Unidos no fuera lo suficientemente poderoso como para contener las ambiciones japonesas y soviéticas, se intentó, al finalizar la guerra, se reanudó los experimentos de Súper Soldados que habían dado origen al Capitán América. Se seleccionaron candidatos genéticamente aptos entre las filas estadounidenses y se los reclutó en una unidad especial del Cuerpo de Marines de Estados Unidos como parte de la Operación Crossroads. Soria se convirtió en la primera mujer marine en entrar en combate.
En un momento dado, la unidad de Soria se alineó a lo largo del atolón Bikini para absorber la radiación de las pruebas de armas nucleares en curso con la esperanza de activar cualquier habilidad latente que pudieran poseer. Ninguno de los sujetos se le informó adecuadamente de esto antes del inicio del experimento. La mayoría de los sujetos fallecieron pronto por el envenenamiento de la radiación, mientras que el estrés en el metabolismo de Ana la volvió loca. Las habilidades de Soria no se manifestaron de inmediato, y el experimento se consideró un fracaso. Pasó varios años en un psiquiátrico antes de escapar y pasar a la clandestinidad en la década de 1950. En 1954, secuestró al profesor David Jaffe, el científico a cargo de la Operación Crossroads. 

### Nacimiento de la Spider-Queen
Apareció en Nueva York, haciéndose llamar "La Reina" y dominando sus habilidades. Ocupaba un rascacielos de Manhattan como su "colmena", donde se rodeaba de drones humanos. El Capitán América y Spider-Man (Peter Parker) lo investigaron. Spider-Man poseía el gen insecto y no pudo resistirse al control de Soria. Soria lo eligió como su compañero y lo infectó con una enzima mutagénica mediante su beso. Soria obligó a varios de sus drones a saltar a la muerte para doblegar la voluntad de Spider-Man, y S.H.I.E.L.D. lanzó un ataque fallido antes de que el Capitán América hiciera caer a Soria del edificio. 
La Reina sobrevivió, reunió un nuevo ejército de drones y construyó un laboratorio subterráneo en el metro de Manhattan. Mientras tanto, la enzima mutagénica gradualmente le dio a Spider-Man la forma de una araña real, con cuatro ojos, ocho extremidades y colmillos. El profesor Jaffe se puso a trabajar en la construcción de una bomba que alteraría los procesos cognitivos humanos, similar a la desarrollada por Estados Unidos durante la Guerra Fría. La bomba perdonaría la mayoría de las formas de vida, incluyendo insectos, pero mataría a todos los humanos que carecieran del gen de los insectos. Cuando la bomba estuvo lista, Soria emitió una advertencia: evacuar a todos en un radio de 965 kilómetros.
Spider-Man se sintió instintivamente atraído por la Reina, quien lo sometió y lo mantuvo cautivo mientras completaba su transformación en una araña gigante. La araña había sido modificada para dar a luz a sus crías, pero murió debido a complicaciones derivadas de la rápida metamorfosis.
En un ataque de ira, Ana destruyó el laboratorio con sus poderes telequinéticos y ordenó a sus drones que activaran la bomba. Ana se fue antes de ver cómo el caparazón de la araña se abría, revelando a un Peter Parker renacido. Parker permaneció prácticamente intacto, pero pareció adquirir características arácnidas adicionales. Spider-Man logró desactivar la bomba, y Ana parece haber muerto en una explosión no relacionada cuando S.H.I.E.L.D. atacó su base subterránea.

### Spider-Island
La Reina fue la mente maestra detrás de una epidemia de poderes arácnidos, planeando convertir a todos en híbridos de arañas para poder someterlos a su voluntad. Al acercarse al Chacal, le proporcionó una muestra de tejido tomada de la cáscara que quedó tras la muda de Peter Parker. Con esto, el Chacal logró diseñar un virus que conectaba a los infectados con la Red de la Vida, otorgándoles poderes idénticos a los de Spider-Man tras su metamorfosis y transformándolos finalmente en Hombres-Araña o arañas gigantes, permitiendo a la Reina controlarlos telepáticamente con sus poderes. En algún momento antes de la Isla Araña, luchó contra Rogers y, con la ayuda del Chacal, lo convirtió en el monstruoso Rey Araña.
A medida que más personas se infectaban con la "Gripe Araña", la conexión de la Reina con la Red de la Vida se amplificó, y con ella sus poderes. Cuando descubrió que en Horizon Labs trabajaban en una cura para la mutación, usó sus poderes para manipular al infectado J. Jonah Jameson para que asesinara a Alistaire Smythe, quien ideó una forma de combatir la epidemia.
Sin embargo, pronto descubrió que ya habían encontrado una cura contra las mutaciones y que ya habían curado a Spider-King. El Chacal envió a Tarántula (Kaine mutado, el clon de Spider-Man) para destruir la cura, pero Spider-Man recuperó su sentido arácnido durante la pelea y lo arrojó al lago de anticuerpos, curándolo en el proceso.
Llegada a la ira, mató al Chacal con su grito sónico y descubrió que el mismo proceso que le devolvió el sentido arácnido a Spider-Man había aumentado sus poderes a niveles divinos.
Más tarde, enfrentó al Capitán América curado y casi lo derrotó. Sin embargo, Venom logró herirla mortalmente con el Escudo del Capitán América. De repente, comenzó a mutar en un monstruo arácnido de veintiocho pisos de altura, absorbiendo el poder de todos los neoyorquinos mutados. Mientras luchaba contra docenas de superhéroes, Spider-Man usó los viejos octo-bots del Doctor Octopus para distribuir la cura a millones de neoyorquinos.
Con sus poderes disminuyendo rápidamente debido a esto, Ms. Marvel lanzó a Kaine hacia la Reina. Kaine, ileso del grito sónico de la Reina gracias al traje de sigilo de Spider-Man, usó sus aguijones para atravesar la nuca de la Reina. Los otros héroes aprovecharon la oportunidad para atacarla y rápidamente la hicieron explotar por toda la ciudad. Iron Man le realizó una autopsia después y descubrió que se trataba de Adriana Soria y que estaba muerta.

## Poderes y habilidades
La Spider-Queen pertenece a una subespecie de mutantes con poderes de artrópodos conocidos cómo homo insectus. Puede controlar las mentes tanto de insectos cómo mutantes con el homo insectus, también puede transformar a sus cautivados en híbridos de araña. Es capaz de levantar 1 tonelada, mucho menos fuerte que Spider-Man. También es capaz emitir ondas sónicas peligrosas y levitar objetos. Incluso puede cambiar su apariencia a la de una araña gigante.

## Apariciones en otros medios

### Televisión
- En la serie Ultimate Spider-Man, Mary Jane Watson se convierte en una versión similar llamada Carnage Queen

### Videojuegos
- En el videojuego Spider-Man Unlimited, es la líder del Culto de la Araña y esta bajo custodia de S.H.I.E.L.D.